# Revolver Mas 1873-1874 11 mm
Le revolver réglementaire modèle 1873 Chamelot-Delvigne fut la première arme de poing moderne de l’armée française. Il fut produit par la Manufacture d'armes de Saint-Étienne de 1873 à 1887 à environ 337 000 exemplaires. Bien que remplacé assez rapidement par le modèle 1892, il fut cependant largement utilisé durant la Première Guerre mondiale et équipait encore des unités de réserve en 1940. Par la suite, la résistance l’employa encore fort généreusement.

## Modèle 1874

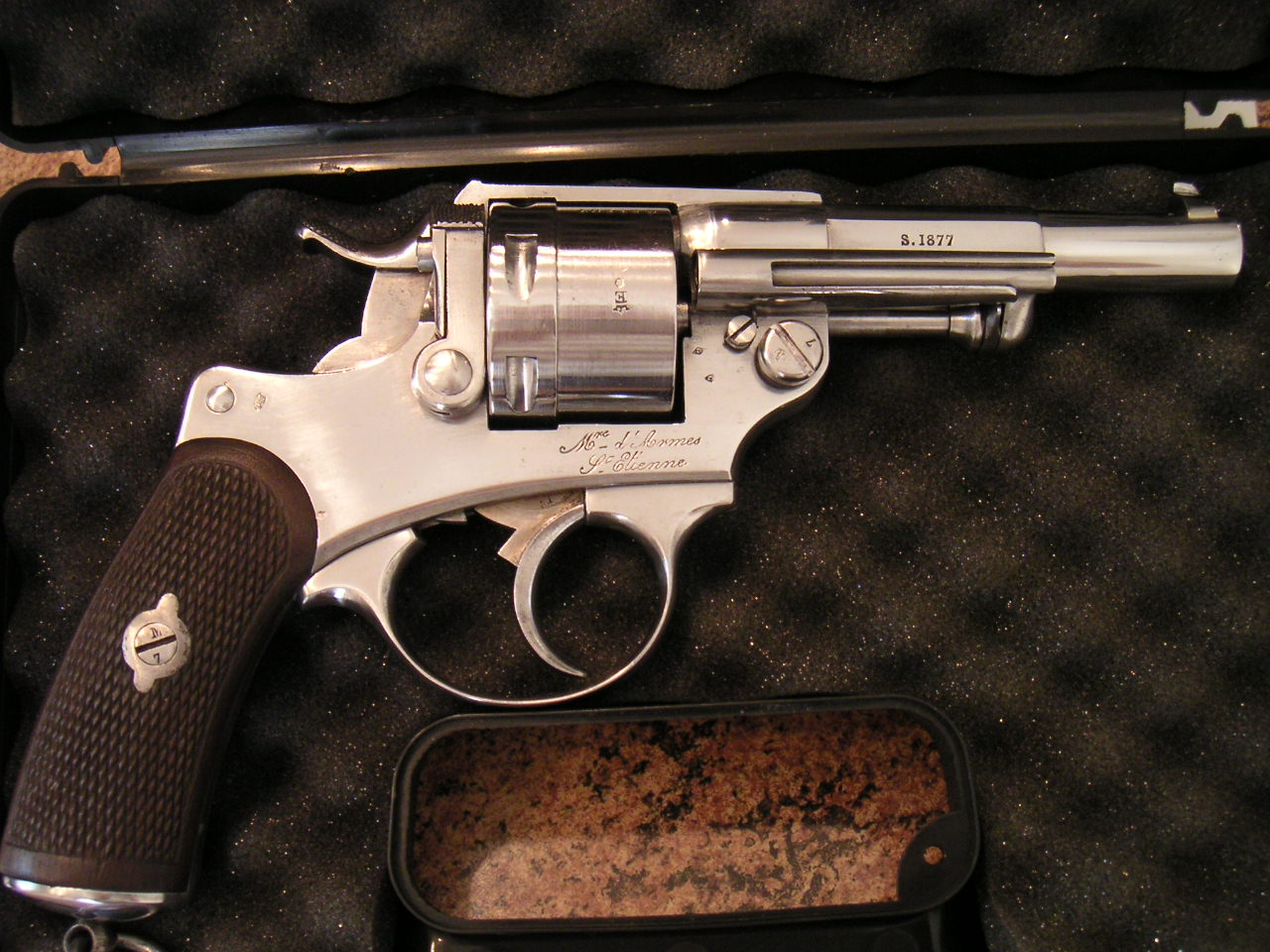
Revolver modèle MAS 1873 (finition luxe).

Le modèle 1874, produit à 35 000 exemplaires, était une version pour officier qui ne se distinguait que par un allègement général, un bronzage noir et de dimension plus courte. De nombreuses copies civiles furent réalisées en France et en Belgique.

## Caractéristiques
Ces deux armes employaient à l'origine une munition de 11 mm dont la vélocité était peu satisfaisante pour une arme de guerre. En effet, la vitesse à la sortie du canon n'était que de 130 m/s, ce qui correspondait à 98 joules. Cette munition fut modifiée en 1890 pour lui procurer une vitesse initiale de 190 à 210 m/s, pour une énergie de 230 joules, ce qui restait faible en comparaison des autres munitions de l'époque, mais qui rendait une certaine crédibilité à l'arme. Par contre, ces revolvers, d’un fonctionnement mécanique irréprochable, étaient fiables et robustes.
Des versions « Marine » furent également produites, tirant au début une munition spécifique plus puissante (jusqu'à épuisement des stocks) puis la munition standard.

## Utilisation

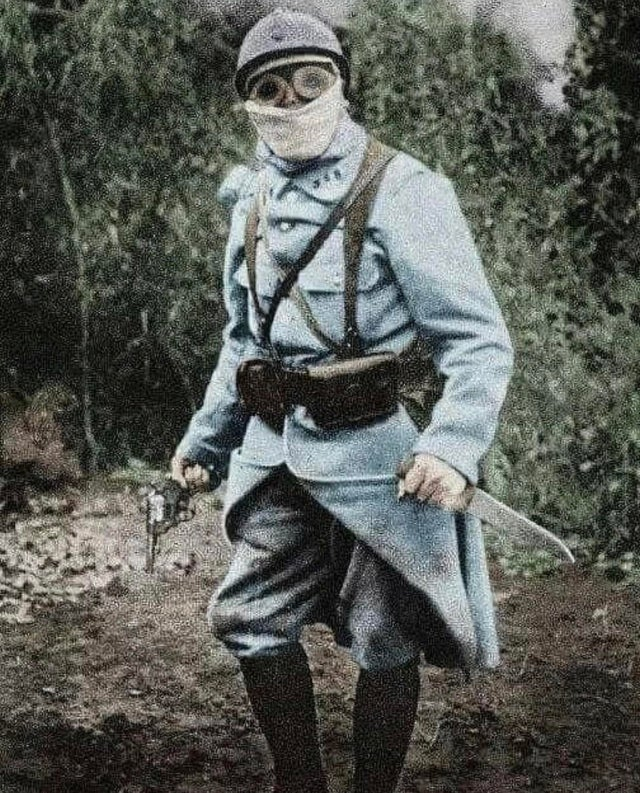
Un soldat français nettoyeur de tranchées avec un révolver Chamelot Delvigne et une dague, 1915.

Il a été distribué à l'Armée de terre, à la Marine nationale, la Gendarmerie nationale et à la Police nationale jusqu'en 1962. Il arma aussi la Banque de France, les FFI et l’administration des eaux et forêts. Il a ainsi connu  le feu durant la conquête du Second espace colonial français, la Grande Guerre et la Seconde Guerre mondiale (usage limité lors de ce dernier conflit).

## Photos

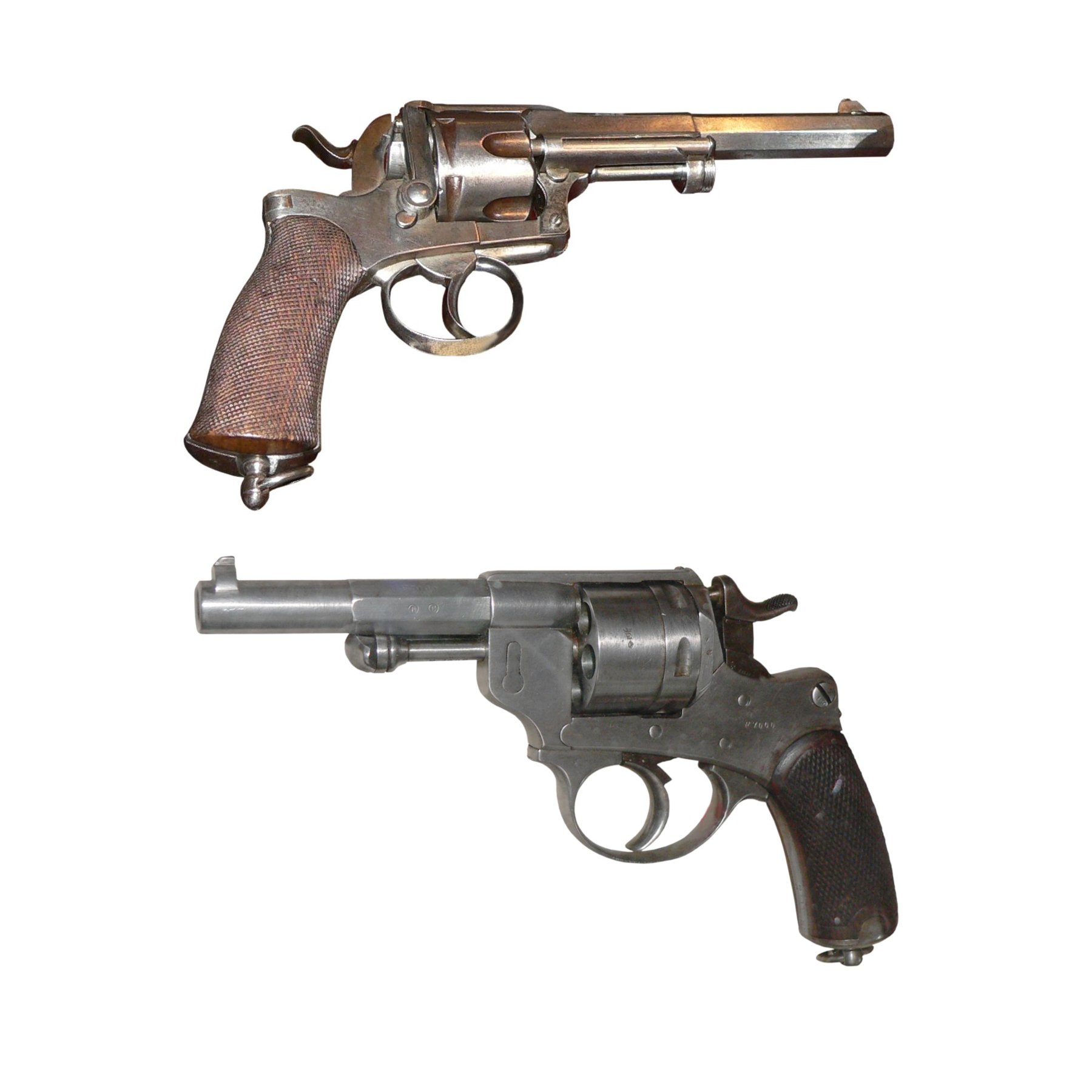
Comparatif entre un Revolver Fagnus dit Maquaire et un Chamelot-Delvigne modèle 1874.
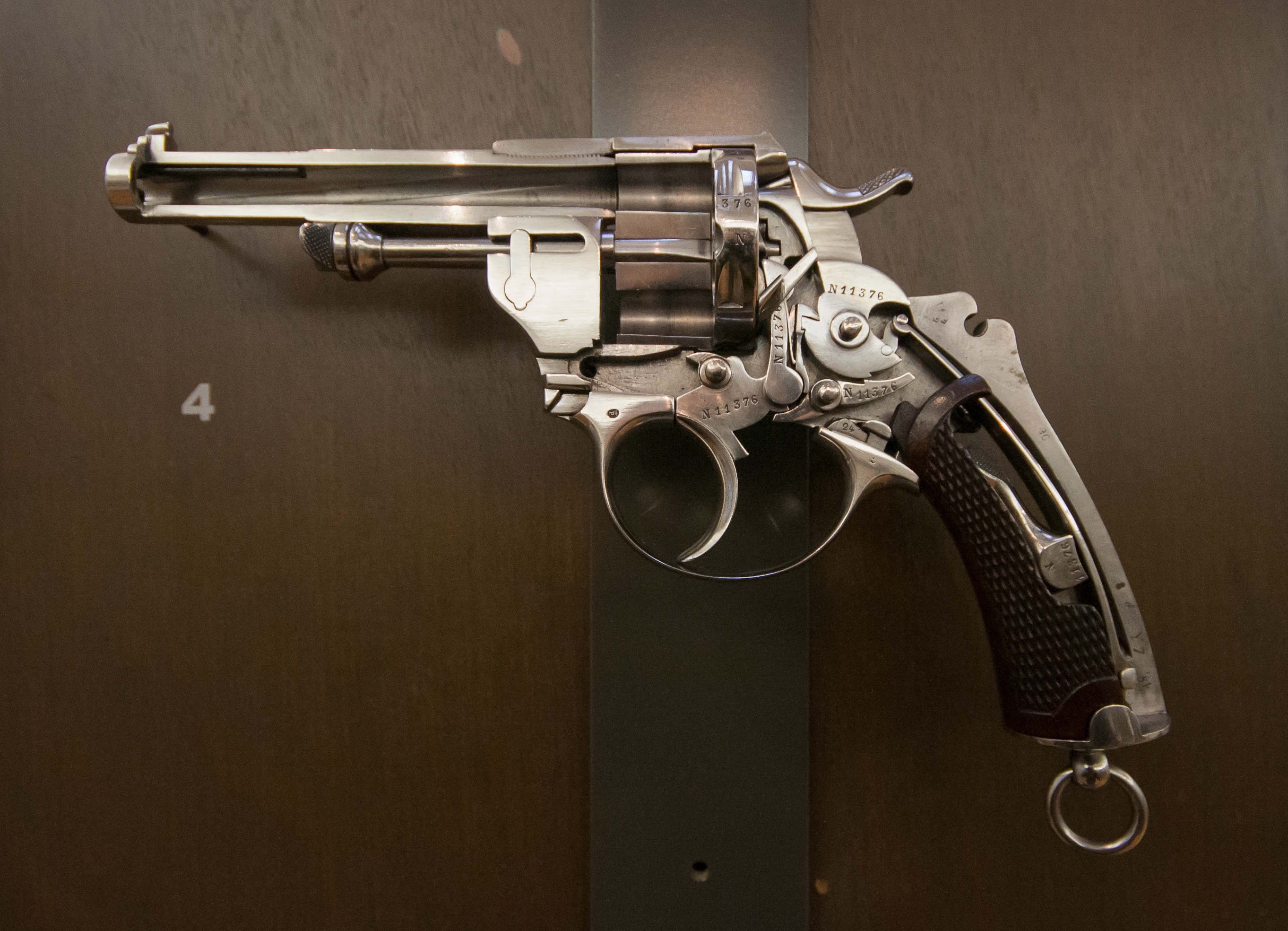
Modèle 1875.
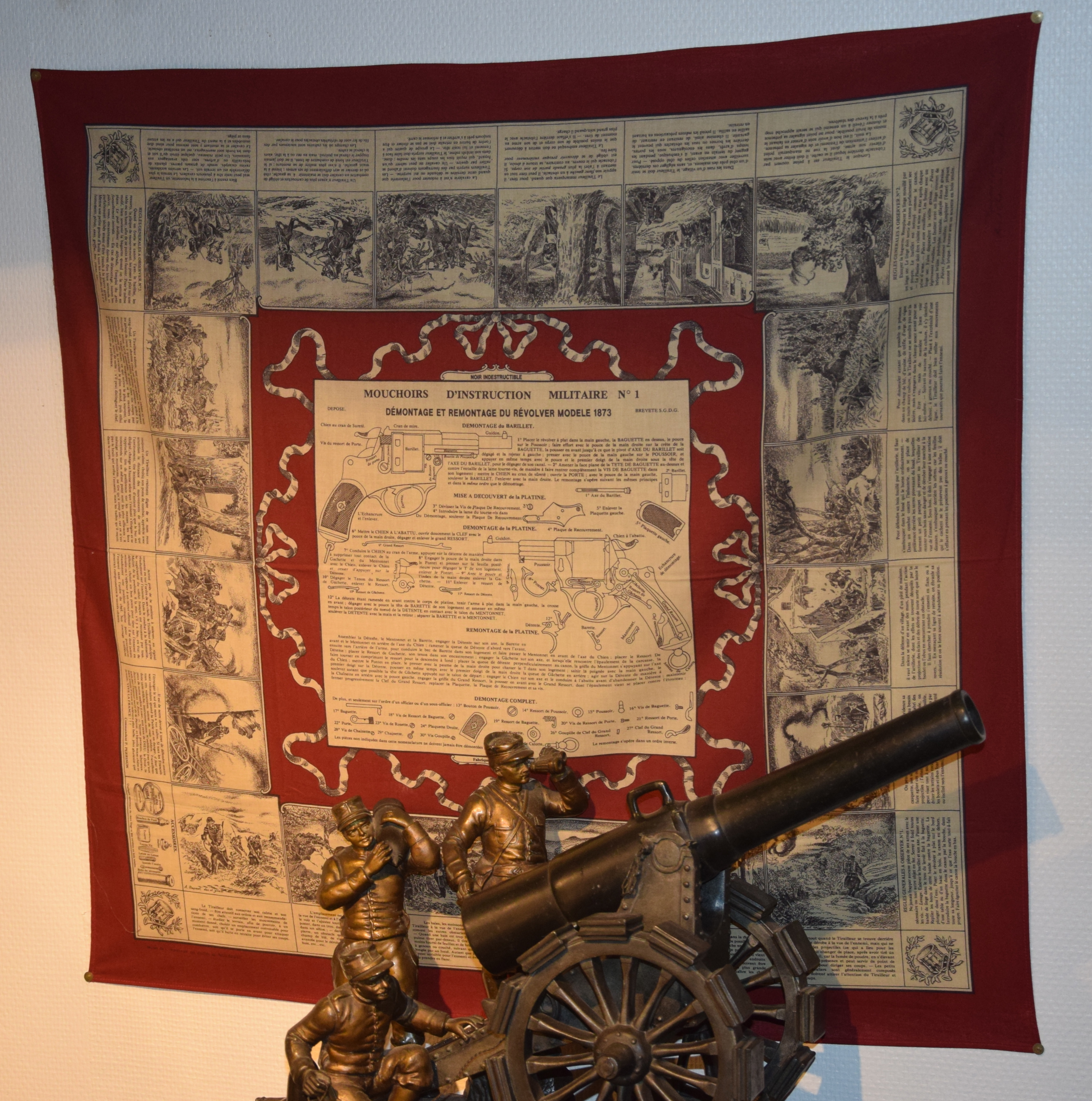
Mouchoir d'instructions n° 1 bis.

## Dans la culture populaire
L'arme apparaît dans l'épisode 4 de la saison 3 de la série Le Maître du Haut Château, présentée comme « belle pièce d'armurerie de la Belle Époque ». On peut le voir accompagné du 1892 dans Un long dimanche de fiançailles. Il est également l'arme de prédilection utilisée par Rick O'connell (Brendan Fraser) dans le film La Momie en akimbo (une arme dans chaque main) et l'arme du crime dans Les Mystères de la marée